# Teupah Selatan

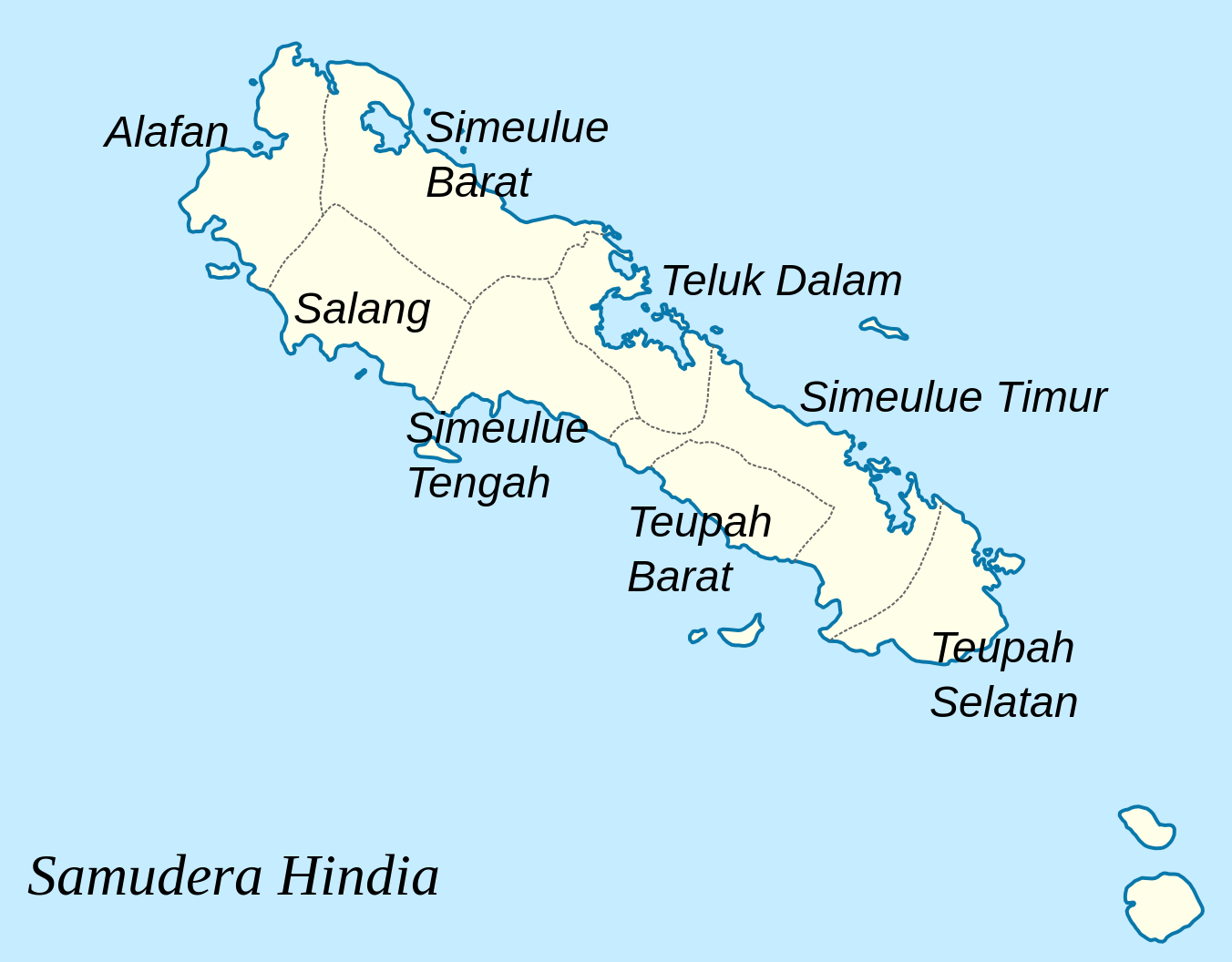
In 2010 is Simeulue onderverdeeld in 8 onderdistricten

Teupah Selatan (Teupah Zuid) is een onderdistrict (kecamatan) van het regentschap Simeulue van de provincie Atjeh, Indonesië.
Simeulue (Indonesisch: Pulau Simeulue) is een eiland in de Indische Oceaan voor de kust van het Indonesische eiland Sumatra.  Het eiland behoorde bij Noord-Sumatra en later bij het regentschap West-Atjeh. In 1999 werd het eiland een zelfstandig regentschap van de provincie Atjeh. De hoofdstad van het regentschap Simeulue is Sinabang en dit ligt in het onderdistrict Simeulue Timur.
|  |

## Verdere onderverdeling
Het onderdistrict Teupah Selatan is onderverdeeld in 4 kemukiman (subdistricten): Batu Berlayar, Tengah, Araban en Devayan. En heeft 19 plaatsen/desa's (bestuurslagen) waar binnen 54 dusun's (dorpen/gehuchten) vallen. Bij Teupah Selatan horen 33 eilanden.
| Plaats code | Naam kelurahan, plaatsen en dorpen | Inwoners in 2010 |
| ----------- | ---------------------------------- | ---------------- |
| 001         | Latiung                            | 270              |
| 002         | Labuhan Bajau                      | 398              |
| 003         | Suak Lamatan                       | 465              |
| 004         | Ana Ao                             | 515              |
| 005         | Lataling                           | 340              |
| 006         | Pulau Bengkalak                    | 378              |
| 007         | Badegong                           | 289              |
| 008         | Kebun Baru                         | 398              |
| 009         | Ulul Manyang                       | 310              |
| 010         | Pasir Tinggi                       | 396              |
| 011         | Labuhan Jaya                       | 568              |
| 012         | Labuhan Bakti                      | 1.127            |
| 013         | Batu Ralang                        | 359              |
| 014         | Alus Alus                          | 627              |
| 015         | Seuneubok                          | 490              |
| 016         | Blang Sebel                        | 594              |
| 017         | Trans Baru                         | 218              |
| 018         | Trans Meranti                      | 377              |
| 019         | Trans Jernge                       | 303              |

Alafan · Salang · Simeulue Barat · Simeulue Cut · Simeulue Tengah · Simeulue Timur · Teluk Dalam · Teupah Barat · Teupah Tengah · Teupah Selatan